# 9284 Juansanchez
A 9284 Juansanchez (ideiglenes jelöléssel (9284) 1981 ED24) a Naprendszer kisbolygóövében található aszteroida. Schelte J. Bus fedezte fel 1981. március 7-én.